# Ducado de Sajonia-Altemburgo
El Ducado de Sajonia-Altemburgo era un antiguo ducado de Alemania situado en el actual estado federado de Turingia, perteneciente a los llamados Ducados Ernestinos, ya que eran gobernados por duques de la línea Ernestina de la casa sajona de los Wettin.

## Historia

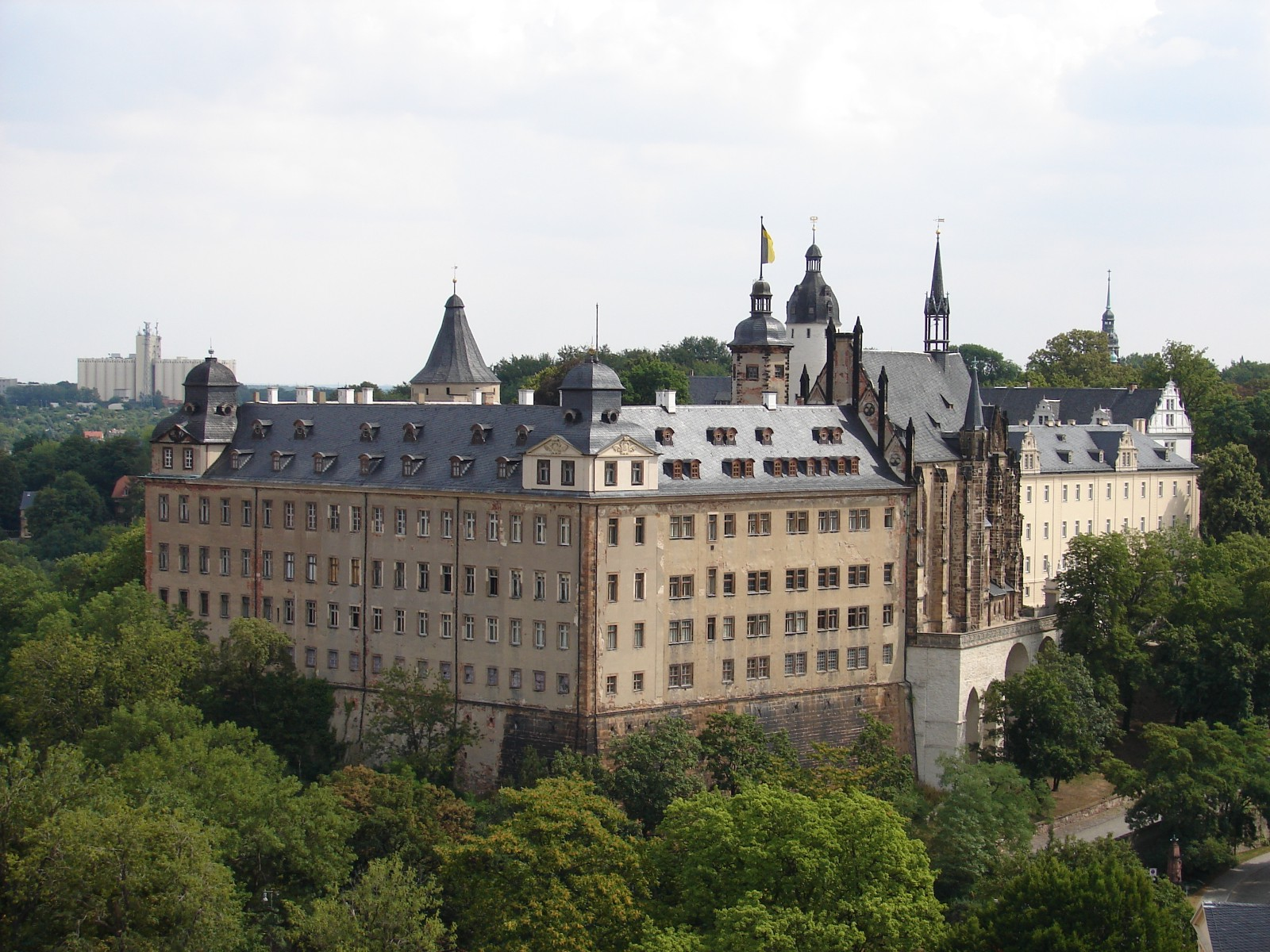
Castillo de Altemburgo.

El ducado de Sajonia-Altemburgo estaba gobernado en 1572 por Federico Guillermo I de la rama primogénita de Juan Guillermo de Sajonia-Weimar. Cuando esta rama se extinguió en 1672, pasó a Ernesto I el Piadoso de Sajonia-Gotha. Los ducados unidos formaron el de Sajonia-Gotha-Altemburgo.
Ambos ducados permanecen juntos hasta 1825 cuando muere Federico IV de Sajonia-Gotha-Altemburgo, año en el que Altemburgo se reconstituye en ducado pasando a la rama de Sajonia-Hildburghausen, cuyo duque renuncia a su ducado en beneficio de Sajonia-Meiningen. El nuevo Ducado de Sajonia-Altemburgo pervive hasta 1918, cuando se forma el estado de Turingia.

### Evolución de la población
1871: 142.122 h.
1875: 145.844 h.
1880: 155.036 h.
1900: 194.914 h.
1905: 206.508 h.
1910: 216.100 h.

## Símbolos

### Banderas

1602-1672
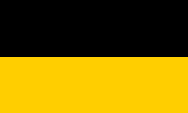
1672-1832
1832-1893
1893
1893-1918

### Escudos

Armas menores
Armas medias
Armas mayores

## Provincias
- Ostkreis Altemburgo cap., Schmölln, Gößnitz, Lucka, Meuselwitz, Mumsdorf, Roschütz, Hilbersdorf, Neukirchen, Russdorf.
- Westkreis Eisenberg cap., Kahla, Orlamünde, Roda y Ammelstädt
- Camburg (hasta 1826)

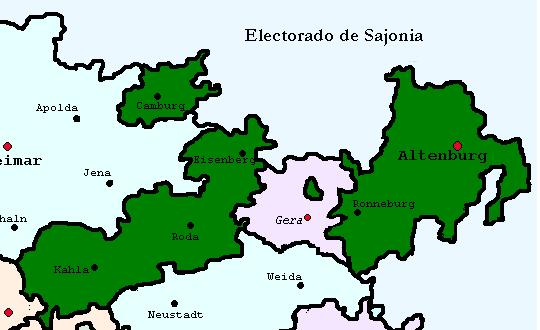
Ducado de Sajonia-Altemburgo (en verde).
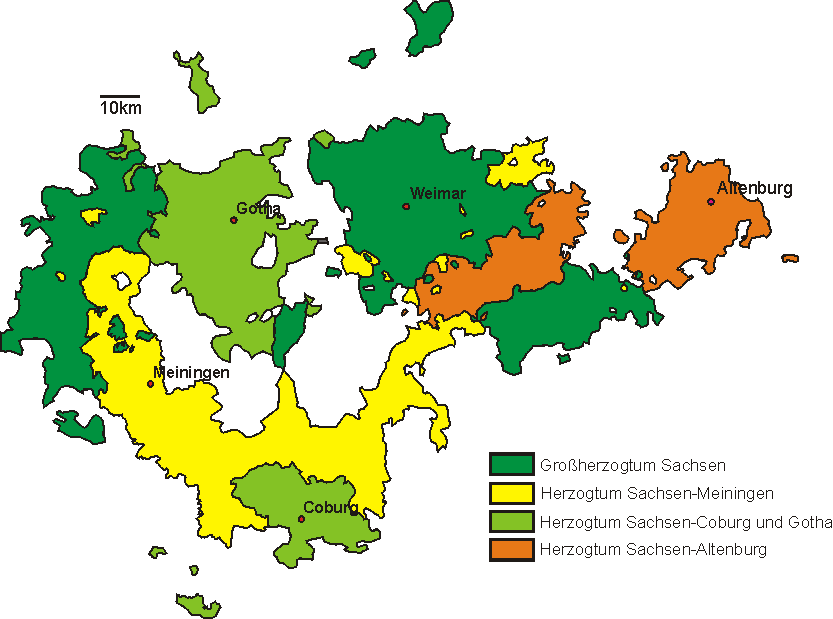
Ducados Ernestinos después de 1825, Sajonia-Altemburgo en naranja.

## Duques de Sajonia-Altemburgo

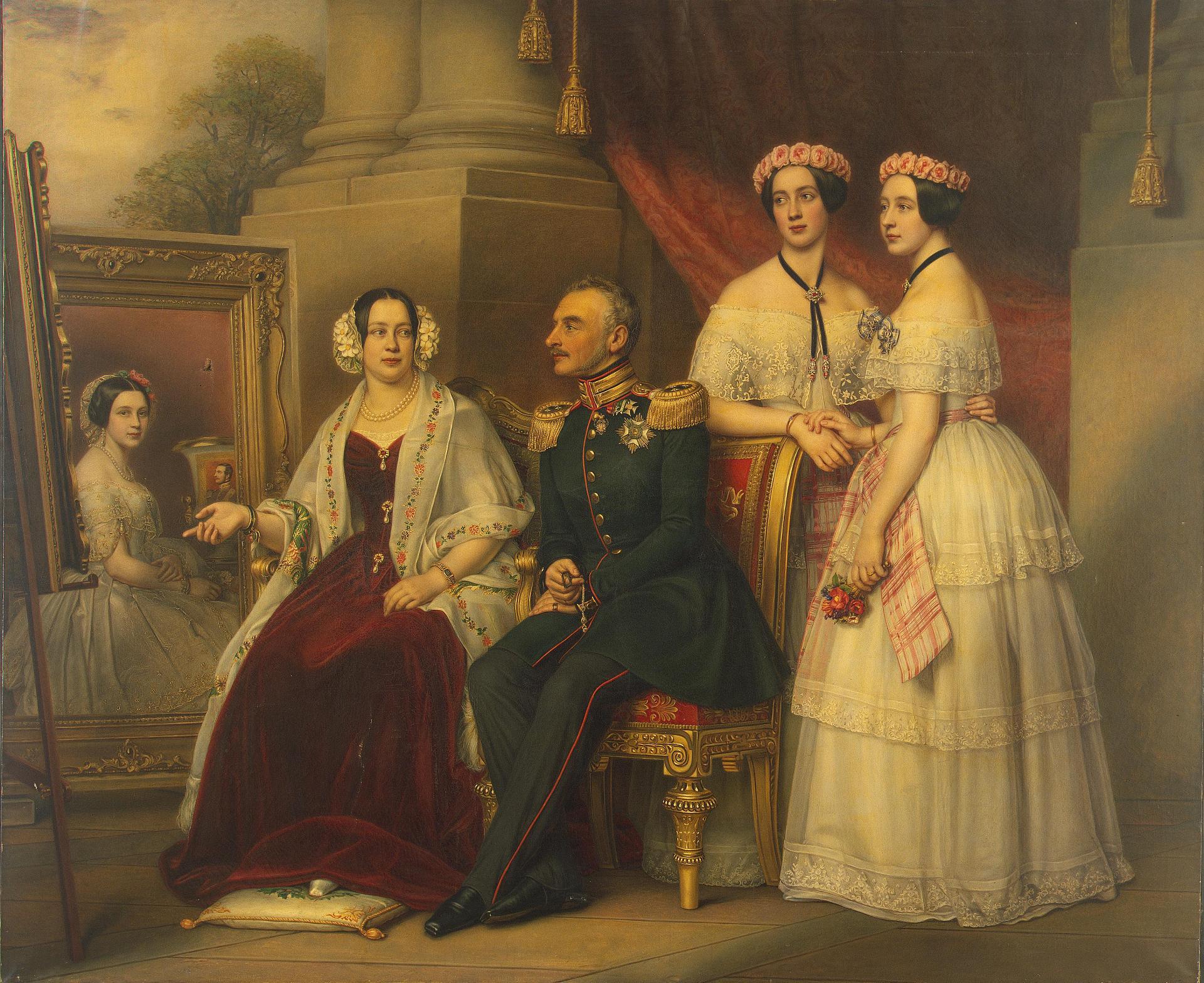
Joseph Karl Stieler: Retrato familiar del Duque José de Sajonia-Altemburgo, 1847-1848.

### 1ª Casa (Sajonia-Weimar)
- Federico Guillermo I (1576-1601)
- Juan Felipe (1601-1639)
- Federico Guillermo II (1639-1669)
- Federico Guillermo III (1669-1672)

al Ducado de Sajonia-Gotha-Altemburgo (1672-1825)

### 2ª Casa (Sajonia-Hildburghausen)
- Federico (1825-1834)
- José (1834-1848)
- Jorge (1848-1853)
- Ernesto I (1853-1908)
- Ernesto II (1908-1918)

## Residencias de los Duques de Sajonia-Altemburgo

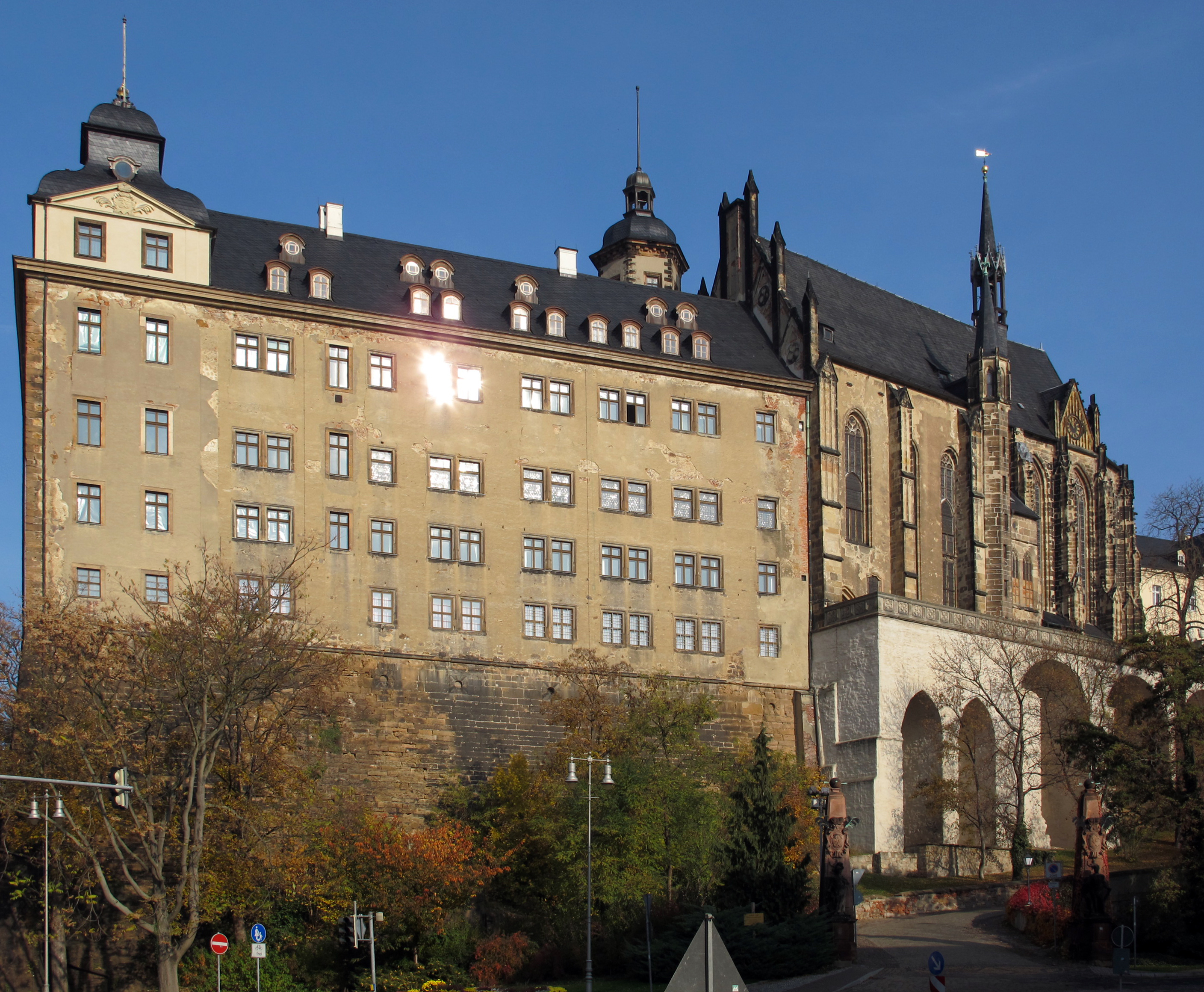
Palacio de Altemburgo
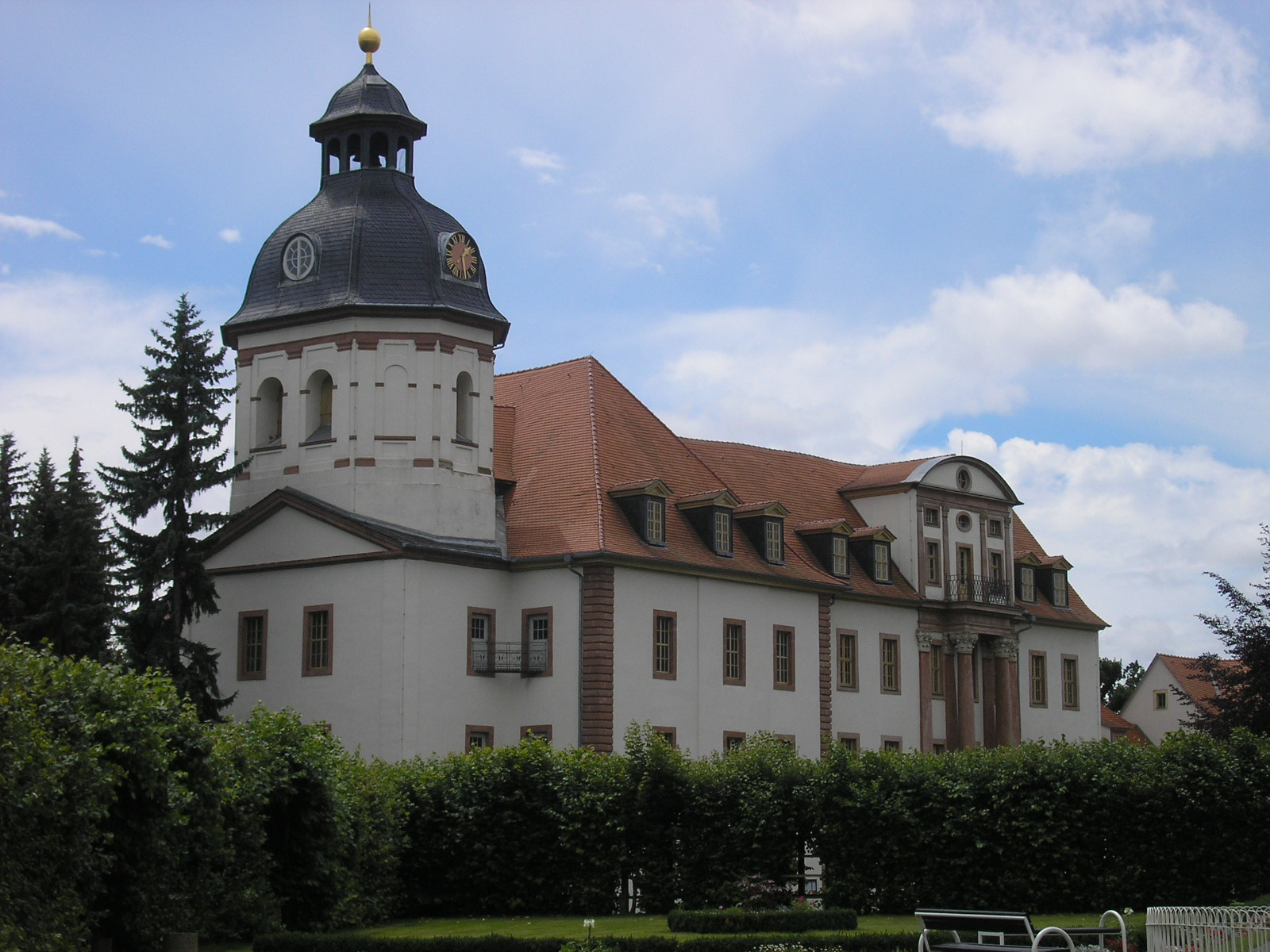
Castillo de Christiansburg en Eisenberg
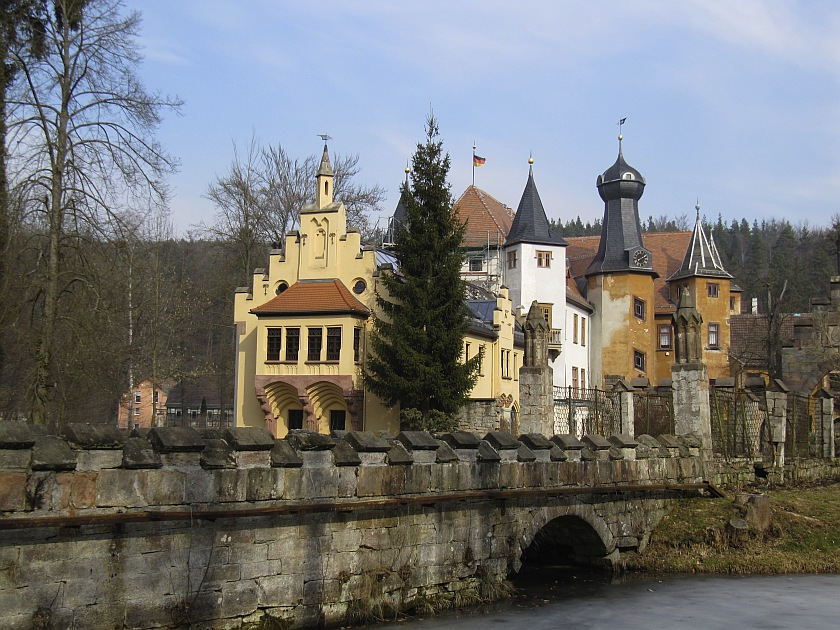
Castillo de Wolfersdorf
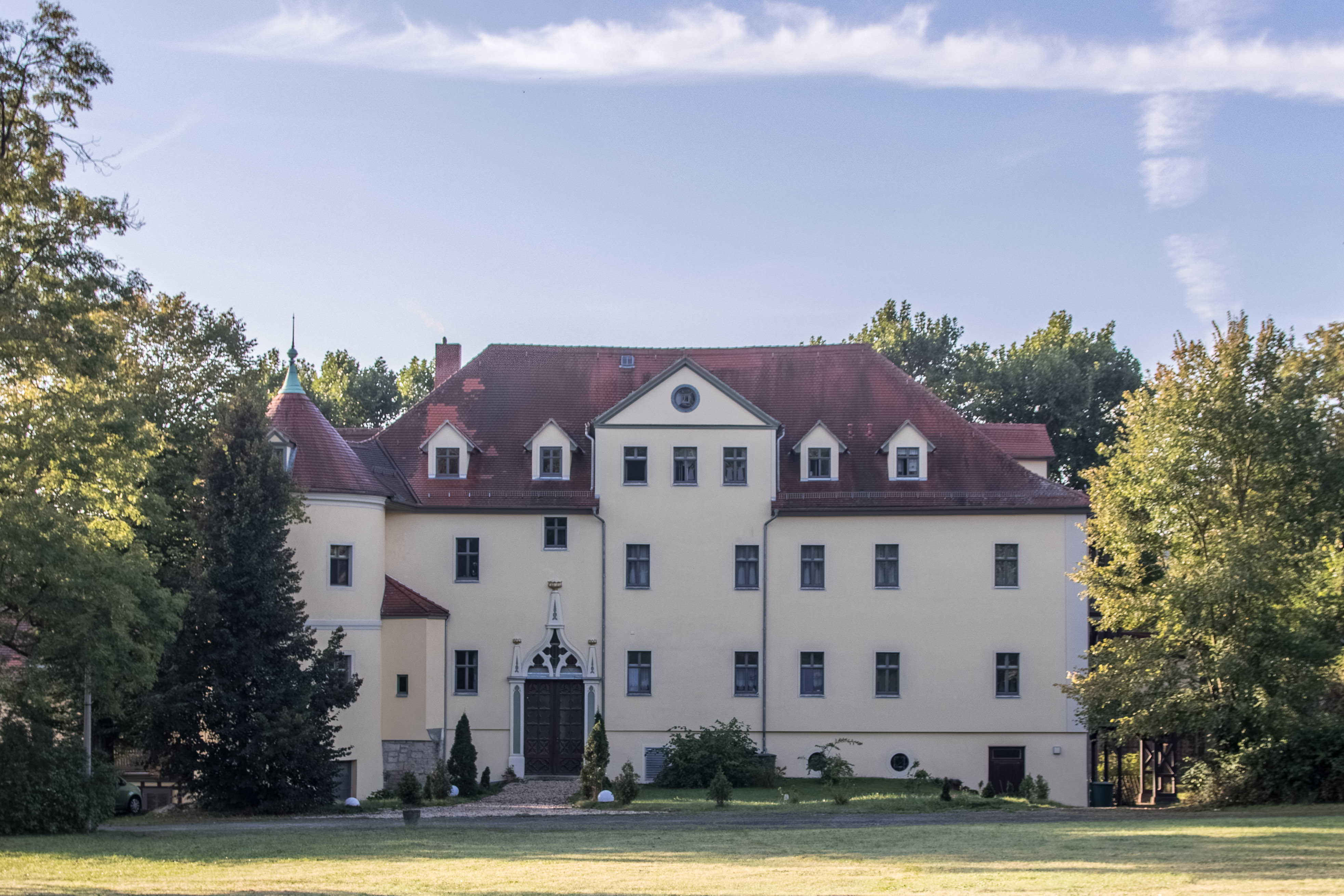
Antiguo pabellón de caza en Hummelshain
Nuevo pabellón de caza en Hummelshain